# Нижнее Кучуково
Ни́жнее Кучу́ково (тат. Түбән Көчек) — село в Агрызском районе Республики Татарстан, административный центр Кучуковского сельского поселения.

## География
Село находится на реке Варклед, в 35,5 км (39 км по автодорогам) к югу от районного центра, города Агрыза. Через село проходит автомобильная дорога регионального значения 16K-0005 «Агрыз — Красный Бор».

## История
В 1802 году в деревне Кучуковой, относившейся тогда к Иж-Бобьинской волости Сарапульской округи Вятской губернии, числилось 44 души татар и 40 душ тептярей мужского пола.
В «Списке населённых мест Российской империи», изданном по данным 1859 года, населённый пункт состоял из двух деревень. Башкирская деревня Кучукова 2-я 2-го стана Елабужского уезда Вятской губернии, при речке Варклед-Бобье, расположенная в 75 верстах от уездного города Елабуга. Здесь насчитывалось 95 дворов и проживало 775 человек (374 мужчины и 401 женщин), имелась мечеть. В казённой деревне Кучукова 1-я того же стана насчитывалось 38 дворов и проживало 270 человек (133 мужчины, 137 женщин), имелась мельница.
В 1887 году в деревне Кучуково Кучуковского сельского общества Салаушской волости проживало 1116 жителей (567 мужчин, 571 женщина) в 203 дворах (83 двора тептярей и 120 дворов башкир). Земельный надел деревни составлял 3849,82 десятин земли. У жителей имелось 268 лошадей, 292 коровы и 476 единиц мелкого скота (овец, свиней и коз); 259 человек занимались местными промыслами (в том числе 202 кульёвщика), 13 — отхожими промыслами (в том числе 17 извозчиков). Было 11 грамотных и 9 учащихся. Имелось две мельницы.
По переписи 1897 года в деревне Кучуково проживало 1254 человека (614 мужчин, 640 женщин), из них 1247 магометан.
В 1905 году в деревне Кучуково Салаушской волости проживало 1285 жителей (614 мужчин, 671 женщина) в 229 дворах.
С 14 февраля 1927 года — в Агрызском районе (в 1930 и 1948 годах — центр сельсовета). В 1919—1930 годах деревня была разделена на Нижнее (1387 жителя в 1926 году) и Верхнее Кучуково (434 жителя), затем до 1950 года Верхнее Кучуково называлось также Чулпан. В 1950 году деревни объединились в село Нижнее Кучуково. С 1 февраля 1963 года село в Елабужском сельском районе, с 4 марта 1964 года — вновь в Агрызском районе.

## Население
По переписи 2002 года в селе проживало 663 человека (311 мужчин, 352 женщины), татары (97 %).
По переписи 2010 года — 667 человек (316 мужчин, 351 женщина).
| 1859 | 1920  | 1926  | 1938  | 1958 | 1970 | 1989 |
| ---- | ----- | ----- | ----- | ---- | ---- | ---- |
| 1063 | ↗1594 | ↘1387 | ↘1138 | ↘864 | ↗915 | ↘769 |
| 2002 | 2010  | 2015  | 2021  |      |      |      |
| ↘663 | ↗667  | ↗685  | ↗696  |      |      |      |

## Инфраструктура
В селе действуют участковый ветеринарный пункт, почтовое отделение, пекарня, кафе, 4 магазина. Село электрифицировано и газифицировано. Имеются зерноток, машинно-тракторный парк, ферма КРС, объекты хранения сельхозпродукции, кладбище.

## Религиозные объекты
Мечеть (с 1990 года).